# Costea
Costea – hospodar mołdawski w latach 1373–1374/1375 lub 1386–1392.

## Biografia
Pochodzenie Costei nie jest znane. Przypuszcza się, że mógł być spokrewniony z wołoskim rodem Basarabów i poślubił córkę pierwszego hospodara mołdawskiego Bogdana I Małgorzatę Muszatę, stając się w ten sposób protoplastą mołdawskiej dynastii hospodarskiej Muszatowiczów.
Dzięki temu małżeństwu miał być następcą syna Bogdana, Latco, na tronie mołdawskim. Jego synami mieli być późniejsi hospodarowie mołdawscy: Piotr I, Roman I, a także być może Stefan I.
Zdaniem K. Treptova Costea nie był następcą Latco, a panował w Mołdawii (jej części?) w latach 1386–1392, równolegle z Piotrem I, a następnie Romanem I. Być może jest to związane ze wzmianką z 1386 wspominającą dostojników mołdawskich Piotra (zapewne Piotra I) i Konstantyna, niekiedy identyfikowanego z Costeą, oraz wzmianką o fundacji cerkwi w Serecie przez jego żonę w 1392.